# Autoestrada Catânia-Siracusa (Itália)
A Autoestrada Catânia-Siracusa é uma autoestrada da Itália, que conecta Catânia a Siracusa, passando por Augusta. Para chegar em Siracusa, é necessário percorrer o trecho da Strada statale 114 desde Augusta. Este trecho está em processo de melhorias para ser elevado à classificação de autoestrada. Apesar de não contar com um número auto-estradal definitivo, temporariamente é chamada de Nuova strada ANAS 339 Catania-Siracusa. Seus 25 km são geridos pela ANAS S.p.A. É também pertencente à rede de estradas europeias, no traçado da E45.

## Percurso
| Autostrada Catania-Siracusa |                                                       |      |      |           |                  |
| Tipo                        | Saída                                                 | ↓km↓ | ↑km↑ | Província | Estrada europeia |
|                             | Tangenziale di Catania                                | 0,0  | 25,2 | CT        |                  |
|                             | Area di servizio (in costruzione)                     | 9,8  | 14,9 | SR        |                  |
|                             | Lentini-Carlentini-Ragusa Ragusana (variante NSA 345) | 11,0 | 13,7 | SR        |                  |
|                             | Orientale Sicula                                      | 25,2 | 0,0  | SR        |                  |